# Francisco Céspedes
Francisco Fabián Céspedes Rodríguez (Santa Clara; 28 de febrero de 1957), conocido como Francisco Céspedes o Pancho Céspedes, es un cantautor y músico cubano-mexicano. 
Saltó a la fama en 1998, con su álbum debut de estudio en solitario Vida loca, formado por melodías que van desde la balada al bolero con un toque de jazz.

## Biografía
Francisco Fabián Céspedes Rodríguez estudió Medicina en la facultad de Ciencias Médicas de la Habana, pero estando ya cursando la especialidad de Medicina Interna, le surgió la oportunidad de dedicarse por entero a la música, cambiando el fonendoscopio por el micrófono. Durante varios años, formó parte de algunas agrupaciones cubanas como el grupo de Pucho López (con el que visitó España por primera vez a principios de la década de 1990) y la Orquesta Cubana de Música Moderna, agrupación con la que cantaba temas tanto de su autoría como de "feeling" —un movimiento de música que surgió en Cuba, el cual es una mezcla de bolero con jazz y con el que se estuvieron presentado a lo largo de su país—, para finalmente llegar a México, donde decide radicar y nacionalizarse mexicano para después iniciar una exitosa carrera musical.
En 1993, cuando Luis Miguel se encontraba seleccionando los temas que formarían parte de su álbum Aries, este decidió incluir la canción de autoría de Francisco Céspedes titulado “Pensar en ti”, una de las canciones más importantes de ese disco, iniciando así su primera etapa dentro de la música como compositor. Otro tema de Francisco Céspedes cantado por Luis Miguel en 1996 fue: "Qué tú te vas", mismo que formó parte del álbum Nada es igual.
Participó como solista en el Festival de Viña del Mar 1997, representando a México con "Hablo de ti", una canción que había escrito en Cuba años atrás y con la que logró el segundo lugar en tan afamado festival latinoamericano.
Después del éxito en el festival, Francisco Céspedes consigue grabar en 1997 su primer álbum como solista: Vida loca. En él mostraba todas las vivencias que había tenido en los últimos años, logrando un disco lleno de sensibilidad y amor que se convirtió en uno de los más exitosos en México, España, los Estados Unidos, Chile y Perú.
En 1998 participó en el doblaje de la película El príncipe de Egipto, con el personaje de Jetro y a la vez interpretó la canción Mirada celestial. Francisco Céspedes realizó una extensa gira visitando los países más importantes de Latinoamérica y España, país en el cual se presentó varias veces durante el mismo año debido al gran éxito que tuvo Vida loca, álbum con el cual obtuvo Quíntuple Disco de Platino en este país, así como 3 Premios Amigo como Mejor Artista Revelación Latino, Mejor Solista Masculino Latino y Mejor Álbum Latino, y un Premio Ondas: Artista Revelación Latino 1998; además realizó un dueto junto con Presuntos Implicados en la canción "Nadie como tú".
En 2000, salió al mercado su álbum ¿Dónde está la vida?, que fue Disco de Platino por sus ventas en México y a nivel internacional alcanzó un importante éxito debido a que el sencillo de salida ¿Dónde está la vida?, fue emitido en la telenovela mexicana La casa en la playa con más de un millón de copias vendidas.
Entre marzo y septiembre de 2002, grabó Ay Corazón, su tercer álbum de estudio, en Ciudad de México.
Para 2004, Francisco Céspedes sale sus Grandes Éxitos, Dicen que el alma / Grandes Éxitos dónde incluye dos temas nuevos: "Dicen que el alma" y su primer sencillo "Lloviendo ausencia". También como bonus incluye duetos de "Remolino" con Ana Belén y "Vida loca" con Milton Nascimento.
En 2005 Francisco Céspedes lanza al mercado su nuevo material discográfico titulado "Autorretrato". El subtítulo Okán Eyo, que en yoruba significa "cosas del corazón, problemas del alma", resume la esencia del álbum, incluyendo versiones de Bésame Mucho, entre otras.
Durante 2006 Francisco Céspedes regresa con un nuevo disco homenaje a Ignacio Villa, mejor conocido como “Bola de Nieve”.
Algunas de las canciones que hacen de este material inigualable son “Ay Amor”, “Vete De Mí”, “No Puedo Ser Feliz”, “Drume Negrita”, “Adiós Felicidad”.
Este nuevo material de Francisco Céspedes también incluye un DVD con un documental donde se muestra el proceso de grabación de un disco de esta complexión y la actualidad muchos artistas cubanos que viven fuera de la isla.
Con el permiso de Bola obtuvo nominación a Grammy en 2007, en septiembre del mismo año este material se hace acreedor al premio orgullo latino.
Para el 23 de junio de 2009 salió a la venta el material llamado  “Te acuerdas…”, con las colaboraciones de Gonzalo Rubalcaba tocando el piano, Ignacio Berroa en la batería, Armando Gola en el bajo y Richard Galliano en el acordeón, entre otros músicos.
En 2009, puso sus huellas en el paseo de la Fama en México y recibe la nominación a los premios OYE, como Artista Masculino del año y este disco "Te Acuerdas..." es nominado a los GRAMMY y GRAMMY LATINO.
Participó por segunda vez, en la traducción de otra película pero esta vez de Disney titulada La princesa y el sapo prestando su voz a Louis, un lagarto trompetista y amante del jazz que vive en el pantano.
El 28 de febrero de 2011 Francisco Céspedes presentó su Álbum(DVD-CD) en vivo, titulado "Más cerca de ti". El concierto fue grabado en vivo desde un pequeño bar en Monterrey, Nuevo León.
Este material incluye dieciocho temas, entre los que se encuentran catorce de las canciones que lo han llevado a la cima como “Donde está la vida”, “Pensar en ti”, “Nadie como tú”, “Morena”, “Señora” y “Vida loca”. En este álbum además hay cuatro temas
inéditos, que son “Dime tú”, “Parece que”, “Ya no es lo mismo” y “Si no fuera por ti”, que fueron estrenados la noche en la que se grabó este concierto.
Más Cerca de Ti, fue producido por Aneiro Taño, Jorge Avedaño y Francisco Céspedes; al respecto de este lanzamiento, el propio cantautor escribió unas palabras: 
“El Día de San Valentín me quedé dormido al empezar a escribir las palabras para este DVD-CD y tuve un sueño un poco raro. Estábamos Aneiro Taño, Bola de Nieve, Gonzalito Rubalcaba, Raúl del Sol, la gente de la peña de Payrol en Santa Clara, Amaury, David y otros que no recuerdo, jugando domino en el centro de un estadio de fútbol, en donde cada vez que uno ganaba una mano, se escuchaban miles de voces gritando 'Vida loca', 'Señora', 'Remolino' [y] 'La flor de la canela'  hasta que alguien grito 'jon ron', y me quedaba solo con dos pianos y una trompeta caídos desde el cielo, que sin dejar de tocar una música maravillosa, se dejaban abrazar por todo mi agradecimiento. Se trataba de Chilo Morán, Jorge Aragón y Eugenio Toussaint. Al despertar sólo me quedó por dar gracias a Dios; el que está en ustedes y en mí, quién ha querido a esta música, a esta banda que me acompaña; a los que hemos trabajado y, sobre todo, los que hoy están conmigo, a ti mi Mariana, a ti mi corazón Diego y bueno, mejor vamos a disfrutar esta descarga bohemia porque así puedo estar... Más Cerca de Ti."
Pancho Céspedes terminó de grabar un disco a dúo con el maestro Armando Manzanero "Armando un Pancho". El Maestro Manzanero cantando las canciones de Céspedes y Céspedes cantando las canciones de Manzanero. Pancho Céspedes ha colaborado varias veces con el poeta y escritor cubano americano Carlos Pintado en diferentes proyectos y presentaciones destacándose, entre muchas, una aparición en la Feria Internacional del Libro de Miami 2012. 
En 2023 se pronunció en contra del presidente Andrés Manuel López Obrador deseándole la muerte, luego de anunciar que el presidente cubano Miguel Díaz-Canel llegaría a México en calidad de invitado al Palacio Nacional de México.

## Discografía
- Vida loca (1998)
- ¿Dónde está la vida? (2000)
- ...Ay corazón (2002)
- Dicen que el alma (2004)
- Autorretrato (2005)
- Con el permiso de bola (2006)
- Te acuerdas... (2009)
- Armando un pancho, a dúo con Armando Manzanero (2010)
- Más cerca de ti (En vivo), (2011)
- Todavía (2015)

## Filmografía
- El príncipe de Egipto (1998) - Jetró (doblaje al español)
- La princesa y el sapo (2009) - Louis (doblaje al español)
- El libro de la selva (2016) - Rey Louie (doblaje al español)